# 圣弥额尔圣殿 (波尔多)

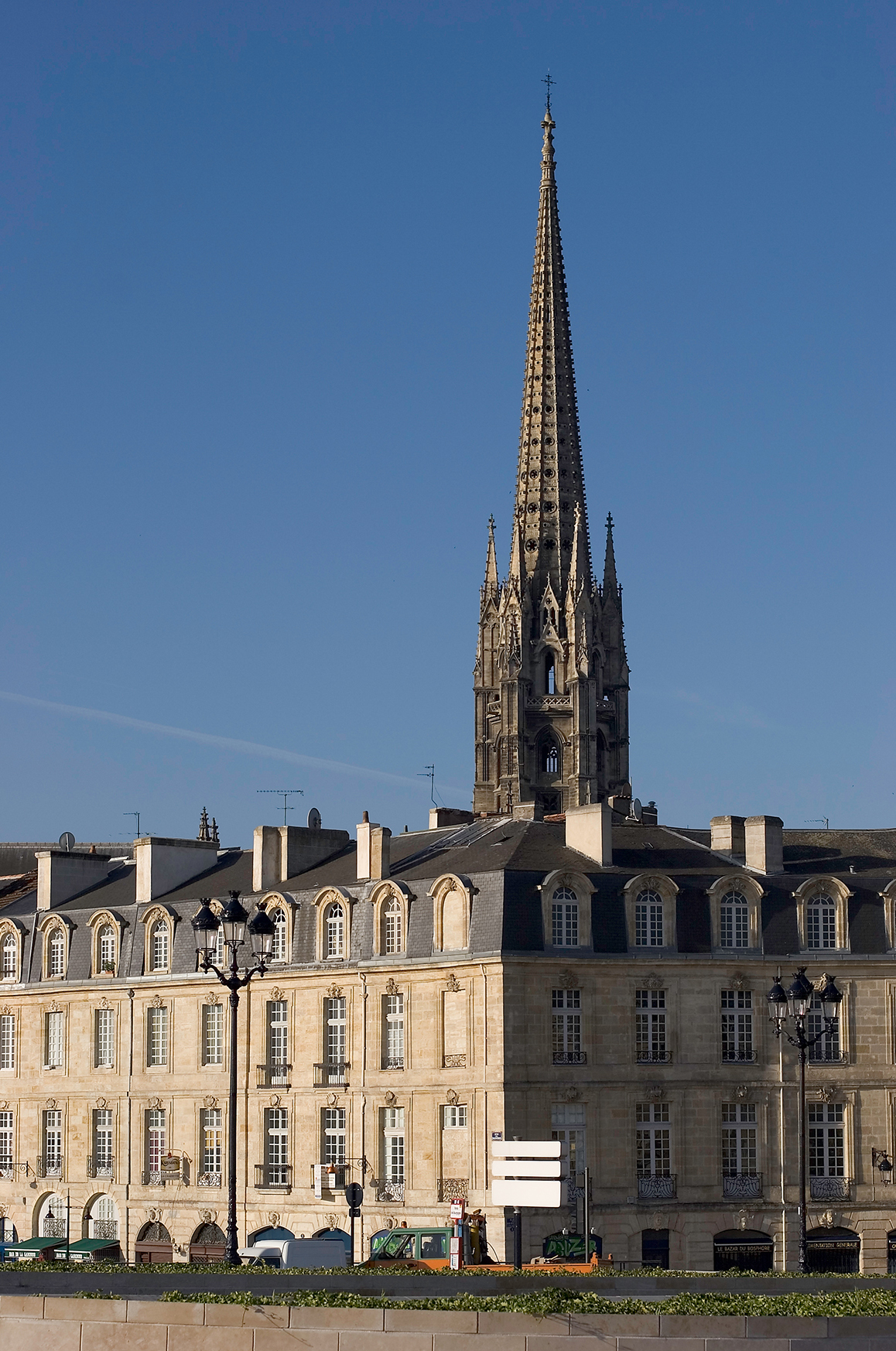
圣弥额尔圣殿

圣弥额尔圣殿（Basilique Saint-Michel de Bordeaux）是法国城市波尔多的一座哥特式教堂，兴建于14世纪末到15世纪。 
講道台描绘天使长弥额尔杀死龙的情景。花窗玻璃毁于1940年的轰炸。钟楼与教堂分开，高达114米，兴建于15世纪。1881年在钟楼下面发现了高卢-罗马墓地和墓穴。
1846年，这座教堂列为法国历史古迹。1998年，成为世界遗产的一部分。
44°50′04″N 0°33′54″W / 44.8344°N 0.5649°W